# Tanjung Priok
Tanjung Priok (ou Tandjung Priok) é um subdistrito do norte de Jacarta, capital da Indonésia, onde se encontra a cidade do mesmo nome, maior e mais movimentado porto  do país.
Tanjung Priok tormou-se o principal porto da Indonésia no fim do século XIX, substituindo um porto menor a oeste, que se tornou obsoleto para receber o grande tráfego proveniente da Europa e do Oceano Índico através do recém aberto Canal de Suez..
O subdistrito é dividido em sete regiões administrativas.